# PTPRC
La proteina tirosina fosfatasi, recettore di tipo C noto anche come PTPRC è un enzima che, negli esseri umani, è codificato dal gene PTPRC. PTPRC è anche noto come antigene CD45 (CD sta per cluster di differenziazione), originariamente chiamato antigene comune leucocitario (LCA).

## Funzione
La proteina codificata da questo gene è un membro della famiglia della proteina tirosina fosfatasi (PTP).  I PTP sono noti per essere molecole di segnalazione che regolano una varietà di processi cellulari tra cui crescita cellulare, differenziazione, ciclo mitotico e trasformazione oncogenica. Questo PTP contiene un dominio extracellulare, un singolo segmento transmembrana e due domini catalitici intracitoplasmatici in tandem, e quindi appartiene al tipo di recettore PTP. Questo gene è espresso nelle cellule ematopoietiche. Questo PTP ha dimostrato di essere un regolatore essenziale della segnalazione del recettore dell'antigene delle cellule T e B. Funziona attraverso l'interazione diretta con componenti dei complessi del recettore antigene o attivando varie chinasi della famiglia Src richieste per la segnalazione del recettore antigene. Questo PTP sopprime anche le chinasi JAK e, quindi, funziona come regolatore negativo della segnalazione dei recettori delle citochine. Sono state segnalate quattro varianti di trascrizioni impiombate di questo gene, che codificano isoforme distinte.
È una proteina transmembrana di tipo I che è presente in varie forme su tutte le cellule ematopoietiche differenziate, ad eccezione degli eritrociti e delle plasmacellule, che aiuta nell'attivazione di quelle cellule (una forma di co-stimolazione). È espressa nei linfomi, nella leucemia linfatica cronica a cellule B, nella leucemia a cellule capellute e nella leucemia acuta non linfocitica. Un anticorpo monoclonale su CD45 viene utilizzato in immunoistochimica di routine per distinguere tra sezioni istologiche da linfomi e carcinomi.

## Isoforme
La famiglia CD45 è composta da più membri che sono tutti prodotti da un singolo gene complesso. Questo gene contiene 34 esoni e tre esoni delle trascrizioni primarie sono alternati in splicing per generare fino a otto diversi mRNA maturi e dopo la traduzione di otto diversi prodotti proteici. Questi tre esoni generano le isoforme RA, RB e RC.
Esistono varie isoforme di CD45: CD45RA, CD45RB, CD45RC, CD45RAB, CD45RAC, CD45RBC, CD45R0, CD45R (ABC). CD45RA si trova su cellule T naive e CD45R0 si trova su cellule T di memoria. CD45 è anche altamente glicosilato. CD45R è la proteina più lunga e migra a 200 kDa quando isolata dalle cellule T. Le cellule B esprimono anche CD45R con glicosilazione più pesante, portando il peso molecolare a 220 kDa, da cui il nome B220; Isoforma delle cellule B di 220 kDa. L'espressione di B220 non è limitata alle cellule B e può anche essere espressa su cellule T attivate, su un sottogruppo di cellule dendritiche e altre cellule presentanti l'antigene.
I linfociti Naive T esprimono grandi isoforme di CD45 e sono generalmente positivi per CD45RA. I linfociti T attivati e di memoria esprimono l'isoforma CD45 più breve, CD45R0, che manca di esoni RA, RB e RC. Questa isoforma più breve facilita l'attivazione delle cellule T.
Il dominio citoplasmatico di CD45 è uno dei più grandi conosciuti e ha un'attività intrinseca della fosfatasi che rimuove un gruppo fosfato inibitorio su una tirosina chinasi chiamata Lck (nelle cellule T) o Lyn / Fyn / Lck (nelle cellule B) e lo attiva.

## Interazione
È stato dimostrato che PTPRC interagisce con:
- GANAB,[4][5][6]
- LYN,[7]
- Lck,[8][9]
- SKAP1.[10]

Recentemente è stato dimostrato che CD45 interagisce con la proteina UL11 di HCMV. Questa interazione si traduce in paralisi funzionale delle cellule T. Inoltre, è stato dimostrato che CD45 è l'obiettivo della proteina D adenovirus 19a E3 / 49K per inibire l'attivazione delle cellule NK e T.

## Importanza clinica
CD45 è una proteina pan-leucocitaria con attività tirosina fosfatasica coinvolta nella regolazione della trasduzione del segnale nell'ematopoiesi. CD45 non colocalizza con zattere lipidiche su cellule ematopoietiche umane non trasformate e murine, ma il posizionamento di CD45 all'interno di zattere lipidiche viene modificato durante la loro trasformazione oncogenica nella leucemia mieloide acuta. CD45 colocalizza con zattere lipidiche su cellule AML, che contribuisce all'intensità del segnale GM-CSF elevata coinvolta nella proliferazione delle cellule leucemiche.

## Uso come marker congenico
Ci sono due alleli identificabili di CD45 nei topi: CD45.1 (storicamente Ly5.1) e CD45.2 (storicamente Ly5.2).Si ritiene che questi due tipi di CD45 funzionino identicamente. In quanto tali, vengono abitualmente utilizzati nella ricerca scientifica per consentire l'identificazione delle cellule. Ad esempio, i leucociti possono essere trasferiti da un topo donatore CD45.1, in un topo host CD45.2, e possono essere successivamente identificati a causa della loro espressione di CD45.1. Questa tecnica è anche usata di routine quando si generano chimere. Un sistema alternativo è l'uso di alleli CD90 (Thy1), il cui sistema CD90.1 / CD90.2 viene utilizzato nello stesso modo del sistema CD45.1 / CD45.2.